# CJ라이브시티
CJ라이브시티(영어: CJ LiveCity)는 대한민국 대표 문화기업 CJ그룹의 계열사로, 대규모 복합문화시설과 공연장을 개발 및 운영하는 회사다.
2015년에 한류의 관광 산업화를 목적으로 경기도가 추진한 공모사업에 CJ그룹이 참여하면서 설립된 법인이다. 설립 당시의 사명은 '주식회사 케이밸리'로 2019년 4월 2일 현재의 사명으로 변경하였다.

## 사업
법인명(기업명)과 동일한 사업명의 복합문화단지를 조성 중이었으나 2024년 9월을 기점으로 사업 종료를 맞이했다.

### 개요
경기도 고양시 일산동구 장항동 일대 약 10만평 부지에 위치한 CJ라이브시티는 음악·영화·드라마·예능 등 대한민국을 대표하는 문화 콘텐츠를 전 세계인이 생생하게 경험할 수 있는 세계 최초의 'K-콘텐츠 경험형 복합단지'를 표방했다. 'K-팝 공연 전문 아레나'를 포함하여 다양한 콘텐츠 경험시설, 상업·숙박·업무·관광시설, 한류천 수변 공원이 조성 중이었다.
| CJ라이브시티 조성사업 | CJ라이브시티 조성사업                                                                             |
| --------------------- | ------------------------------------------------------------------------------------------------- |
| 위치                  | 경기도 고양시 일산동구 장항동 1884                                                                |
| 면적                  | 32만6400㎡(약 10만평)                                                                             |
| 주요 시설             | 세계 최초 'K-팝 공연 전문 아레나' 등 콘텐츠 경험시설, 상업∙숙박∙업무∙관광시설, 한류천 수변공원 등 |
| 주요 일정             | 2021년 10월 아레나 착공 ~ 2023년 4월 아레나 공사 중지                                             |

2021년 10월 CJ라이브시티의 아레나가 착공됐으나, 1년 6개월 만인 2023년 4월에 공사가 중지된다. 2016년 사업협약 체결 이후로 경기도-고양시로 이원화된 절차 탓에 불거진 각종 인허가 지연, 한국전력공사의 대용량 전력공급 불가 통보, 사업 부지를 가로지르는 한류천 수질개선 공공사업의 지연 등 불가항력적인 악재가 겹치면서 더 이상의 사업 추진이 어려워 진 것. CJ라이브시티는 사업 여건을 개선하고자 2023년 국토교통부가 10년만에 재개한 '민관합동 PF 조정위원회'에 사업협약 조정을 신청하였으나, 공무원의 배임/특혜 시비를 우려한 경기도의 완강한 반대로 실패하고 만다. 이후 CJ라이브시티와 경기도는 2023년 6월 30일 사업기간 만료를 앞두고 기간 연장을 협의했으나 상호 합의에 다다르지 못한다. 결국 2023년 6월 28일 경기도의 사업협약 해제 통보, 이어 9월 5일 CJ라이브시티의 사업협약 해제 통보로 공식적인 사업 종료를 맞이했다.

### 설계
전 단지의 마스터플랜 수립 및 건축 디자인은 하이테크 건축의 대가인 영국 포스터앤드파트너스(영어: Foster+Partners)가 맡았다. '건축계의 노벨상'으로 불리는 '프리츠커상'을 수상한 건축가 노먼 포스터가 설립한 포스터앤드파트너스는 미국 애플사의 신사옥 애플파크 등을 설계한 것으로 잘 알려져 있다.

### 주요 시설

#### CJ라이브시티 아레나
CJ라이브시티의 대표 시설인 아레나는 2만석의 실내 좌석과 4만명 이상 수용 가능한 야외 공간이 연계되는 ‘국내 최대 규모 음악 전문 공연장’이자 ‘세계 최초의 K-팝 전문 공연장'으로 기대됐다. 국내 건설사 중 유일하게 아레나 공연장 시공 경험이 있는 ㈜한화 건설부문이 단독 시공을 맡았다. 아레나는 2021년 10월 착공했다.
| CJ라이브시티 아레나 | CJ라이브시티 아레나                               |
| ------------------- | ------------------------------------------------- |
| 규모                | 실내 2만석, 야외 4만명 이상 수용 가능한 공간 연계 |
| 면적                | 건축면적 2만6500㎡ (약 8000평)                    |
| 시공사              | ㈜한화 건설부문                                   |
| 착공                | 2021년 10월                                       |
| 운영사              | CJ라이브시티-AEG 합작법인                         |

CJ라이브시티와 전 세계 1위 스포츠 엔터테인먼트 기업인 미국 AEG 가 함께 설립하는 합작법인이 아레나 운영을 준비하고 있었다. AEG는 미국 크립토닷컴 아레나(구 스테이플스 센터), 영국 O2 아레나, 독일 메르세데스-벤츠 아레나 등 전 세계 300개 이상의 주요 베뉴(Venue)를 운영 및 보유한 세계 1위 아레나 전문기업으로, 코첼라 등 세계적인 페스티벌과 더불어 롤링 스톤스, 케이티 페리, 테일러 스위프트, 저스틴 비버, 폴 매카트니, 셀린 디온 등 최정상 아티스트의 월드 투어를 기획, 운영하고 있다.

#### CJ라이브시티 랜드마크 타워
CJ라이브시티는 과거 사업계획에서 88층 규모의 초고층 CJ라이브시티 랜드마크 타워를 추진한 바 있다. 그러나 현재는 해당 건축물의 높이 및 용도 등을 다시 계획 중인 것으로 알려져 있다.